# Drosophila atra
Drosophila atra är en tvåvingeart som beskrevs av Walker 1853. Drosophila atra ingår i släktet Drosophila och familjen daggflugor.
Artens utbredningsområde är Brasilien.